# Нияковский, Александр Мечиславович
Алекса́ндр Мечисла́вович Нияко́вский (род. 9 июля 1958 года) — руководитель городской администрации (1991—1995) и глава местного органа представительной власти города Новополоцка (1991—1999), общественный деятель, руководящий работник предприятий промышленности Беларуси. Доцент Полоцкого государственного университета имени Евфросинии Полоцкой (с 2012).

## Биография

### Раннее детство
Родился 9 июля 1958 года в Ленинграде, СССР (ныне — Санкт-Петербург, Россия) в семье студентов Ленинградского государственного университета им. Жданова.
Мать — Нияковская Елена Павловна, 1936 г.р., впоследствии кандидат философских наук (1984), доцент, работала в Полоцком государственном университете.
Отец — Нияковский Мечислав, (1937—1981) впоследствии доктор философских наук.

### Учёба
После окончания средней школы № 3 в Полоцке БССР поступил в Новополоцкий политехнический институт, который окончил в 1980 году по специальности «Теплогазоснабжение и вентиляция».
В 2000 году окончил Академию управления при Президенте Республики Беларусь по специальности «Экономика и управление на предприятии».
Инженер-строитель, экономист-менеджер.

### Начало трудовой деятельности, служба в армии
После окончания Новополоцкого политехнического института работал инженером научно-исследовательского сектора этого высшего учебного заведения. Участвовал в научных исследованиях, относящихся к вопросам рационального сжигания газа и охраны воздушного бассейна при эксплуатации газоиспользующего оборудования.
В 1981-82 годах проходил действительную срочную военную службу в Краснознаменном Белорусском военном округе на должностях рядового и сержантского состава (114-й Ченстоховский гвардейский учебный танковый полк, Печи, Борисов, СССР-БССР).
После увольнения в запас приступил к работе в качестве ассистента кафедры «Санитарной техники и охраны труда» Новополоцкого политехнического института.

### Становление
В 1985 году был избран на должность старшего преподавателя кафедры «Теплоснабжения, отопления и вентиляции» Новополоцкого политехнического института им. ЛКСМБ, став ведущим лектором по курсу «Теплоснабжение». Руководил курсовым и дипломным проектированием. Вел научную и методическую работу.
Принимал активное участие в общественно-политических процессах 1985—1990 годов.

## Общественная деятельность и руководящая работа
В 1990 году был выдвинут трудовым коллективом Новополоцкого политехнического института кандидатом в депутаты и в ходе выборов в марте этого же года избран депутатом Новополоцкого городского Совета народных депутатов. На первой организационной сессии Совета избирается заместителем председателя Новополоцкого городского Совета народных депутатов.
В период с сентября 1991 по февраль 1995 года — председатель городского Совета народных депутатов и председатель исполнительного комитета Совета депутатов.
В 1995 году повторно избирается депутатом и председателем Новополоцкого городского Совета депутатов на очередной срок.
С 2001 года на руководящей работе в сфере экономики и производства: заместитель директора, директор ООО «Белтрансавто», в 2007—2011 годах — директор РУП «Новополоцкий завод БВК».

## Сфера научных интересов
Нияковский А. М. имеет научные труды и изобретения в областях науки, связанных со сжиганием газа, теплоснабжением, очисткой промышленных выбросов от паров нефтепродуктов, в сфере экономики и управления, промышленной теплоэнергетики, микробиологической промышленности.

## Увлечения
В прошлом — кандидат в мастера спорта СССР (пулевая стрельба: пистолет, револьвер), увлекается литературой, изобразительным искусством, классической музыкой.